# Kuřecí nugeta

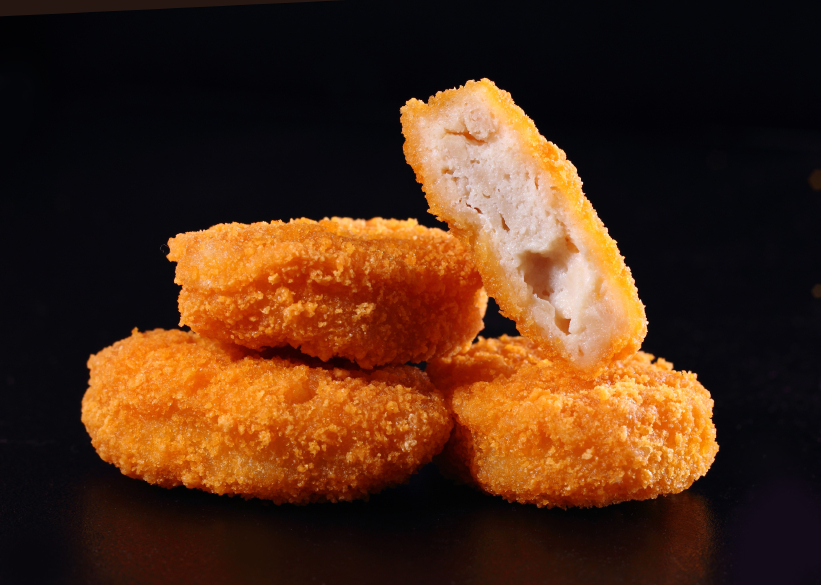
Kuřecí nugety

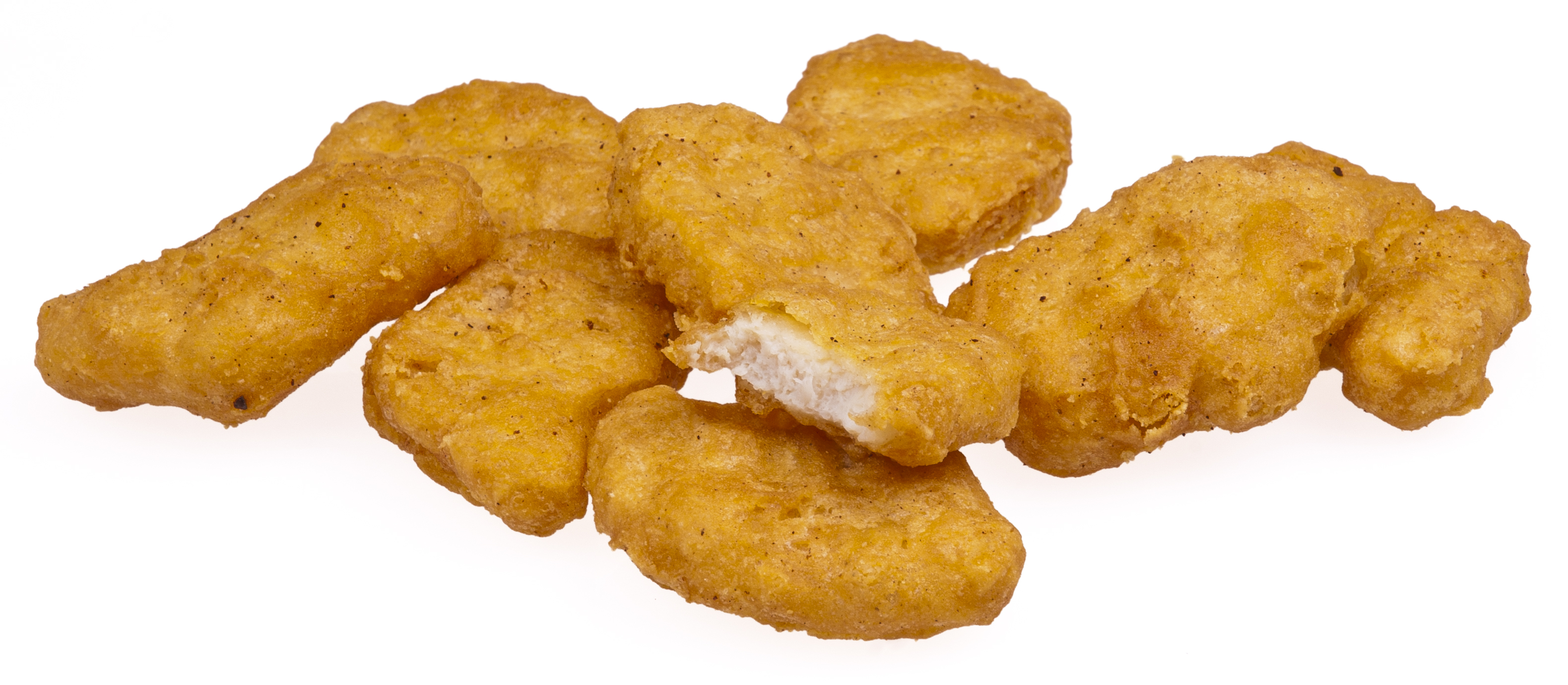
Chicken McNuggets

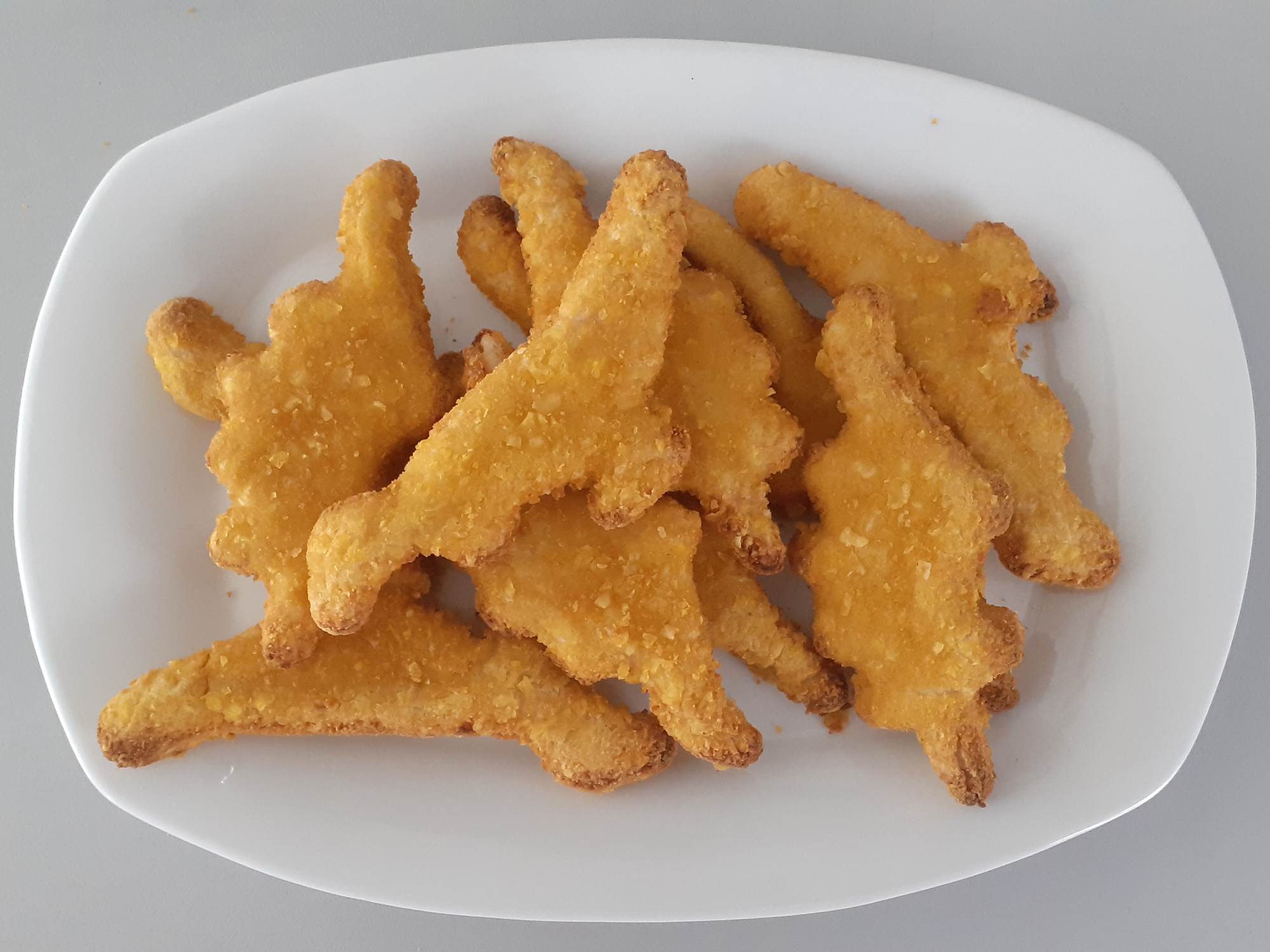
Kuřecí nugety ve tvaru dinosaurů

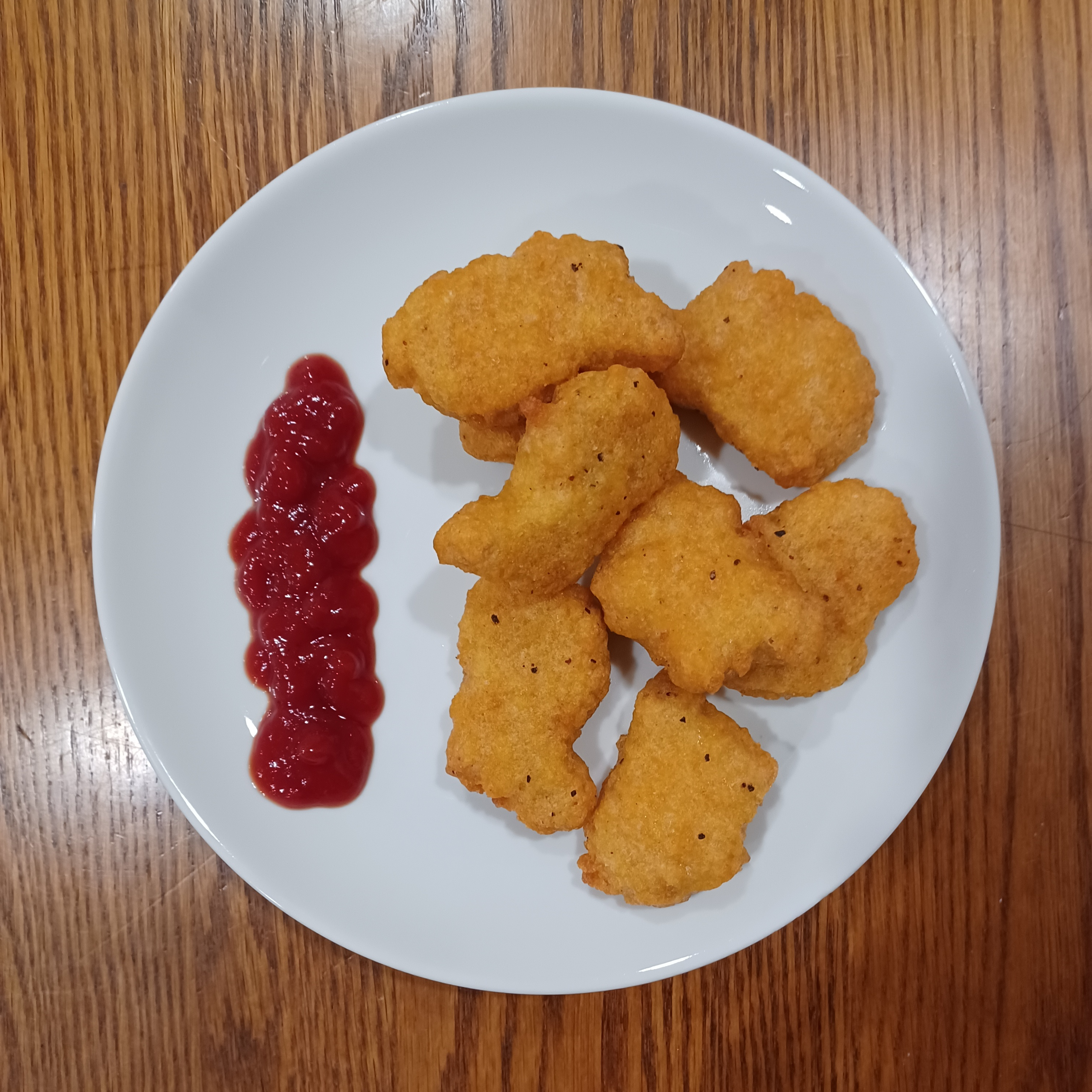
Kuřecí nugety s kečupem

Kuřecí nugeta je menší kus vykostěného kuřecího masa obaleného ve strouhance nebo v těstíčku, který je podáván ofritován (případně upečen). Jedná se o pokrm běžně podávaný ve fastfoodových restauracích (například McDonald's), případně prodávaný mražený pro přípravu v domácnostech. Kuřecí nugety bývají podávané samotné, případně s přílohou (například s hranolky) nebo s omáčkou (například s kečupem nebo barbecue omáčkou).
Kuřecí nugety jsou obecně považované za nezdravý a příliš tučný pokrm. Studie publikovaná v roce 2013 v americkém časopise American Journal of Medicine zkoumala složení kuřecích nuget ze dvou amerických fastfoodových řetězců. Zjistila, že kuřecí nugety jsou vyráběny především z kuřecího separátu, který obsahuje minimum masa a skládá se především z tuku a dalších tkání (kostí, kůží, chrupavek, nervové tkáně...).

## Historie
Koncept kuřecí nugety byl poprvé představen v 50. letech 20. století v akademické práci Roberta C. Bakera, profesora potravinářské technologie na americké Cornellově univerzitě. Krátce po této publikaci této práce se kuřecí nugety začaly průmyslově vyrábět. V roce 1979 pak firma Tyson Foods na zakázku vytvořila recept na Chicken McNuggets, kuřecí nugety pro fastfoodový řetězec McDonald's, ve kterém se postupně začaly zavádět o rok později.
V roce 1991 firma Perdue Farms začala vyrábět kuřecí nugety ve tvaru dinosaurů. Takzvané dino nugety se staly poměrně populárními a začali je vyrábět i další výrobci.
S rostoucí popularitou veganství ve 21. století někteří výrobci začali vyrábět nugety ve veganské verzi z rostlinných bílkovin, přičemž je začaly podávat i některé fastfoodové řetězce.